# ケランマリ
ケランマリ(朝鮮語: 계란말이)は朝鮮料理の1つで、溶いた鶏卵に様々な具材を混ぜて焼いた「卵焼き」のような料理である。現地ではパンチャン（総菜）のひとつとして親しまれている。
主な材料には、野菜（タマネギ、ニンジン、エホバク（韓国カボチャ）、ワケギ、ニラ）、キノコ、加工肉（ハム、ベーコン、蟹かまぼこ、ツナ）、塩または塩味の魚介類（たらこ、セウジョッ）、チーズ等である。さらに、海苔を巻き込むこともある。提供する際には、2-3cmにスライスする。また、ポジャンマッチャ（幌張馬車。屋台の居酒屋のこと）で肴としても食べられる。

## ギャラリー

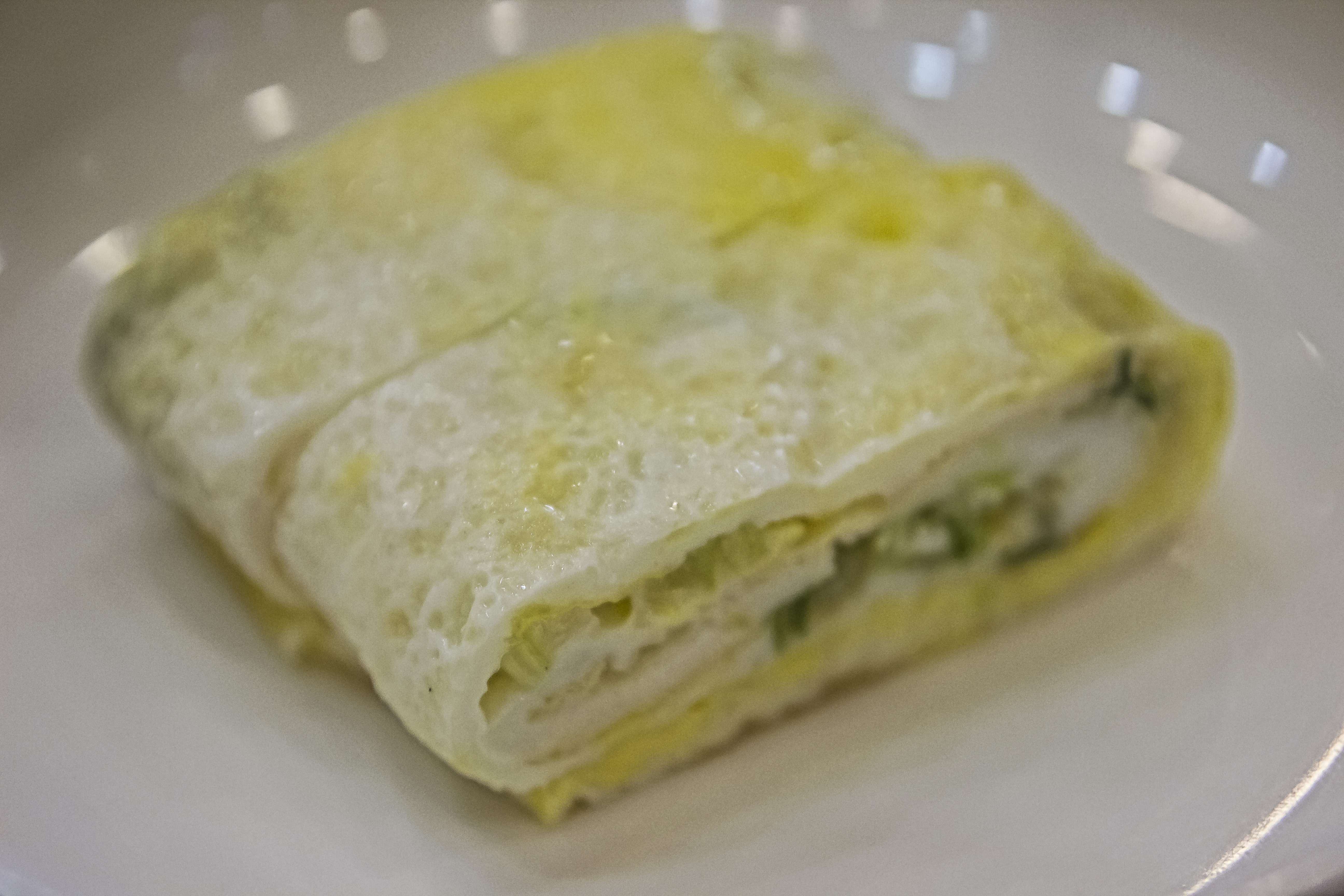
ケランマリ
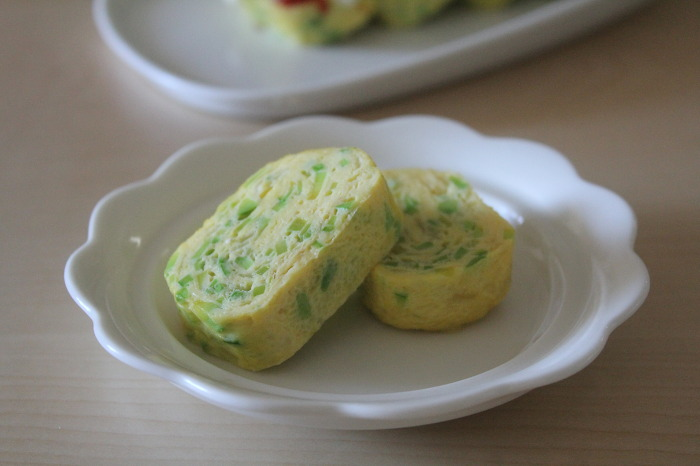
エホバクを入れたケランマリ
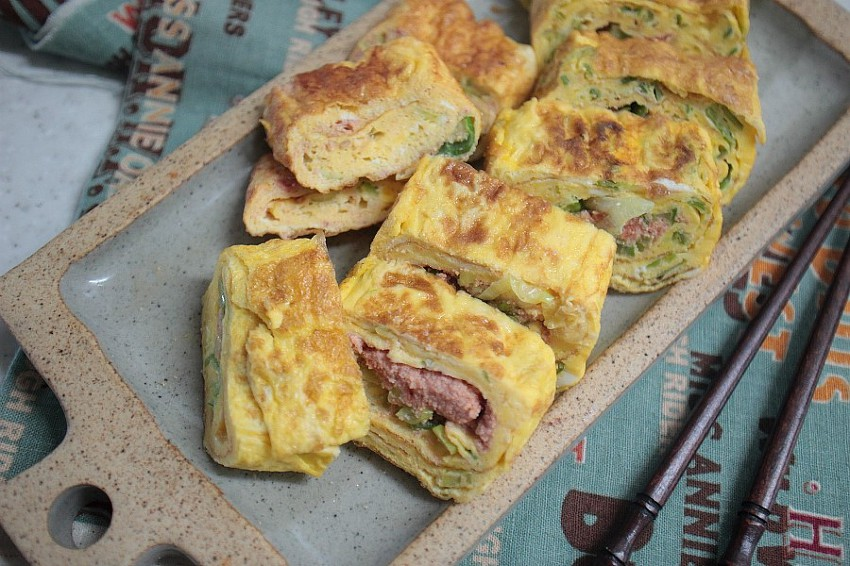
たらこを入れたケランマリ